# Hippomedon similis
Hippomedon similis is een vlokreeftensoort uit de familie van de Lysianassidae. De wetenschappelijke naam van de soort is voor het eerst geldig gepubliceerd in 1925 door Schellenberg.